# Ново-Ильинка
Но́во-Ильи́нка (каз. Ново-Ильинка) — село в Шемонаихинском районе Восточно-Казахстанской области Казахстана, входит в состав Первомайской поселковой администрации. Код КАТО — 636857300.

## География
Село расположено на юго-западе Шемонаихинского района, в 3 километрах к северу от административного центра поселковой администрации поселка Первомайский, в 30 километрах к югу от районного центра города Шемонаиха. Ближайшая железнодорожная станция Предгорная (с. Предгорное) — расположена в 20 километрах к северо-востоку от села (по дороге — 32 км). Соседние населённые пункты: Первомайский в 3 километрах к югу. Транспортное сообщение осуществляется автомобильной дорогой KF SH-15 «Подъезд к селу Ново-Ильинка» (5,1 км). Высота центра населённого пункта — 418 метров над уровнем моря.

## Население
| Численность населения | Численность населения | Численность населения | Численность населения |
| 1989                  | 1999                  | 2009                  | 2021                  |
| --------------------- | --------------------- | --------------------- | --------------------- |
| 428                   | ↗456                  | ↗470                  | ↘278                  |